# Championnat de Norvège de football 1964
Navigation
Saison précédente Saison suivante
La saison 1964 du Championnat de Norvège de football était la 2e édition de la première division norvégienne à poule unique, la Tippeligaen. Les 10 clubs jouent les uns contre les autres lors de rencontres disputées en matchs aller et retour.
Les critères de qualification en C1 sont modifiés pour coller au modèle habituel utilisé par les championnats scandinaves : ainsi, le club leader après la fin des matchs aller est qualifié pour la C1 1964-1965 tandis que le club champion de Norvège en fin de saison est qualifié pour la C1 1965-1966.
C'est le FC Lyn Oslo qui termine en tête du championnat. C'est le premier titre de champion de Norvège de son histoire. À la fois leader à mi-parcours et champion de Norvège, le club s'assure ainsi une participation à la Coupe d'Europe des clubs champions pendant 2 saisons.
Cette saison est également marquée par la relégation du double champion en titre, le Brann Bergen, en 2e division.

## Les 10 clubs participants
| - FK Sparta Sarpsborg - FC Lyn Oslo - Fredrikstad FK - Brann Bergen - Sandefjord Fotball - Promu de D2 | - Raufoss IL - Promu de D2 - Skeid FK Oslo - Frigg Oslo FK - Vålerenga IF - Viking Stavanger |

## Compétition

### Classement
Le barème de points servant à établir le classement se décompose ainsi :
- Victoire : 2 points
- Match nul : 1 point
- Défaite : 0 point

| Rang | Équipe                 | Pts | J  | G  | N | P  | Bp | Bc | Diff |
| ---- | ---------------------- | --- | -- | -- | - | -- | -- | -- | ---- |
| 1    | FC Lyn Oslo            | 26  | 18 | 10 | 6 | 2  | 39 | 16 | +23  |
| 2    | Fredrikstad FK         | 24  | 18 | 9  | 6 | 3  | 40 | 21 | +19  |
| 3    | Sparta Sarpsborg       | 23  | 18 | 10 | 3 | 5  | 30 | 16 | +14  |
| 4    | Frigg Oslo FK          | 20  | 18 | 6  | 8 | 4  | 28 | 29 | -1   |
| 5    | Skeid FK Oslo          | 17  | 18 | 5  | 7 | 6  | 24 | 22 | +2   |
| 6    | Valerenga IF           | 17  | 18 | 6  | 5 | 7  | 18 | 21 | -3   |
| 7    | Sandefjord Fotball (P) | 17  | 18 | 6  | 5 | 7  | 17 | 23 | -6   |
| 8    | Viking Stavanger       | 14  | 18 | 5  | 4 | 9  | 22 | 37 | -15  |
| 9    | Brann Bergen (T)       | 12  | 18 | 3  | 6 | 9  | 17 | 32 | -15  |
| 10   | Raufoss IL (P)         | 10  | 18 | 3  | 4 | 11 | 22 | 40 | -18  |

|  | Qualifié pour la Coupe d'Europe des clubs champions 1964-1965 (leader après 9 journées) et pour la Coupe d'Europe des clubs champions 1965-1966 (Champion de Norvège) |
|  | Qualifié pour la Coupe des Coupes 1965-1966 |
|  | Qualifié pour la Coupe des villes de foires 1965-1966 |
|  | Relégation en 2e division |

### Matchs
| Résultats (▼dom., ►ext.) | Ske | Lyn | Fri | Fre | SK  | Sar | Val | Vik | Rau | San |
| Skeid FK Oslo            |     | 0-1 | 1-1 | 1-1 | 4-0 | 0-0 | 3-2 | 3-1 | 1-4 | 0-0 |
| FC Lyn Oslo              | 3-2 |     | 2-2 | 1-2 | 4-1 | 1-0 | 2-3 | 2-1 | 2-1 | 1-1 |
| Frigg Oslo FK            | 2-1 | 0-6 |     | 1-1 | 0-0 | 2-0 | 3-1 | 4-3 | 2-1 | 0-2 |
| Fredrikstad FK           | 1-1 | 0-2 | 2-2 |     | 4-0 | 2-1 | 0-1 | 4-2 | 9-1 | 2-1 |
| SK Brann                 | 2-2 | 0-7 | 3-3 | 0-2 |     | 2-0 | 1-1 | 5-0 | 0-1 | 3-1 |
| Sarpsborg FK             | 1-0 | 0-0 | 1-0 | 3-1 | 1-0 |     | 0-0 | 4-1 | 3-2 | 4-0 |
| Vålerenga Fotball        | 0-1 | 0-0 | 3-1 | 0-3 | 0-0 | 2-0 |     | 2-1 | 1-1 | 0-1 |
| Viking FK                | 1-1 | 2-2 | 1-1 | 0-2 | 1-0 | 1-6 | 1-0 |     | 1-0 | 2-0 |
| Raufoss IL               | 1-3 | 0-2 | 0-3 | 4-4 | 0-0 | 1-4 | 1-2 | 0-0 |     | 3-0 |
| Sandefjord Fotball       | 1-0 | 1-1 | 1-1 | 0-0 | 1-0 | 1-2 | 2-0 | 1-3 | 3-1 |     |

## Bilan de la saison
| Tableau d'Honneur                  |                            |
| Compétition                        | Vainqueur                  |
| Championnat de Norvège de football | FC Lyn Oslo                |
| Coupe de Norvège de football       | Rosenborg BK (2e division) |

| Qualifications européennes                                                                |              |
| Coupe d'Europe des clubs champions 1964-1965 Coupe d'Europe des clubs champions 1965-1966 | Qualifié     |
| 1er tour                                                                                  | FC Lyn Oslo  |
| Coupe des Coupes 1965-1966                                                                | Qualifié     |
| 1er tour                                                                                  | Rosenborg BK |
| Coupe des villes de foires 1965-1966                                                      | Qualifié     |
| 2e tour                                                                                   | Valerenga IF |

| Promotion et relégation |                           |
| Relégués en 2e division | Brann Bergen Raufoss IL   |
| Promus en Tippaligaen   | Steinkjer FK ODD Grenland |